# Oncholaimus echini
Oncholaimus echini is een rondwormensoort uit de familie van de Oncholaimidae. De wetenschappelijke naam van de soort is voor het eerst geldig gepubliceerd in 1854 door Leydig.